# Abdera biflexuosa
Abdera biflexuosa är en skalbaggsart som först beskrevs av Curtis 1829.  Abdera biflexuosa ingår i släktet Abdera, och familjen brunbaggar. Arten har ej påträffats i Sverige.

## Bildgalleri

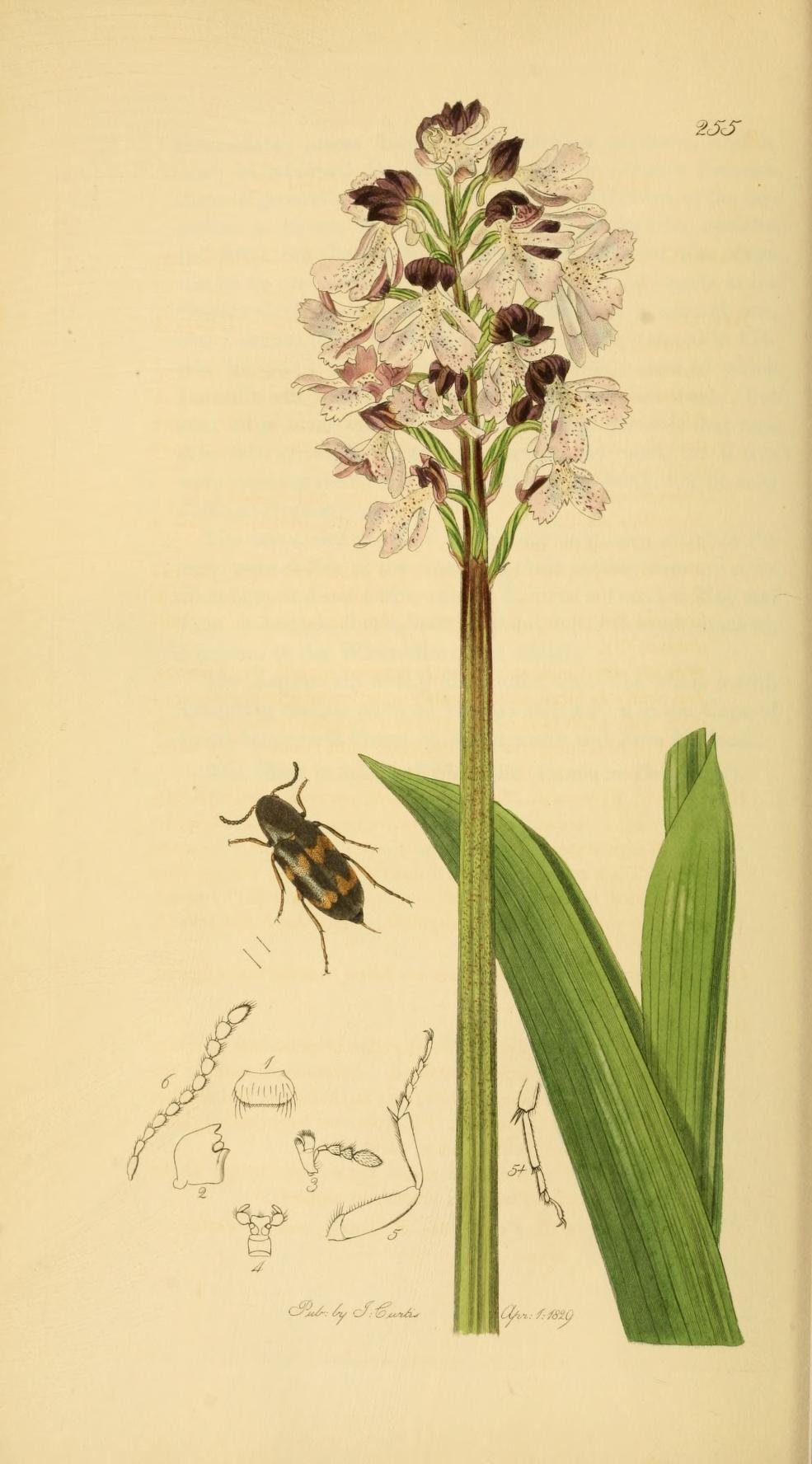